# Inmos
Inmos est une société britannique à l'origine des microprocesseurs Transputer, qui a été racheté par SGS-Thomson en 1989 et forme aujourd'hui une partie de STMicroelectronics.

## Histoire
Inmos a été créée en 1978 à Bristol, Royaume-Uni, par Iann Barron, pour lancer les  microprocesseurs Transputer destinés à la fabrication de réseaux de processeurs massivement parallèles. Elle a rapidement investi dans une usine à Colorado Springs. Placée aussi sur des activités à moins forte valeur ajoutée, elle a un temps réussi à contrôler 60 % du marché des mémoires SRAM.
Les  microprocesseurs Transputer seront eux basés sur un principe novateur : chaque processeur est relié au réseau constitué par l'ensemble des processeurs via des liens série rapides.
Dans le cadre des privatisations sous Margaret Thatcher, la société est vendue en 1984 à Thorn EMI pour 191 millions de livres sterling, alors qu'elle avait reçu plus de 220 millions de livres sterling du gouvernement en subvention. Cinq ans plus tard, Thorn EMI la revend au français Thomson.